# DreamHack Austin 2017
DreamHack Austin 2017 — киберспортивное мероприятие, проведённое 28—30 апреля 2017 года в Остине, Техас, и организованное компанией DreamHack. В рамках DreamHack Austin был проведён DreamHack Astro Open, турнир по Counter-Strike: Global Offensive, а также турниры по Super Smash Bros., Street Fighter V и StarCraft II.

## История
DreamHack Austin проводился в Austin Convention Center с 28 по 30 апреля 2017 года. Asus Republic of Gamers в сотрудничестве с ASUS, Intel и PC Gamer предоставили игровые компьютеры, ноутбуки, а также стенд виртуальной реальности для зоны «free-to-play». Austin стал первым мероприятием DreamHack, транслирующимся напрямую в Twitter в рамках партнёрского соглашения между этими двумя компаниями.
DreamHack Austin включал крупные турниры по Counter-Strike: Global Offensive, Super Smash Bros. Melee, Super Smash Bros. для Wii U и StarCraft II. В рамках Capcom Cup 2016 был проведён турнир по Street Fighter V. Среди меньших турниров были соревнования по Pokkén Tournament, For Honor, Guilty Gear Xrd, и NBA 2K.

## Турниры

### Counter-Strike: Global Offensive
Турнир по Counter-Strike: Global Offensive, названный «DreamHack Astro Open 2017», занял все выходные; в нём приняло участие 8 команд. В пятницу было проведено шесть матчей группового этапа, в субботу — четыре матча плей-офф, а в воскресенье прошли матчи полуфинала и финала. Команды Cloud9, Immortals и Team Liquid выступали на своей территории. G2 Esports в 2017 году приняли в свой состав бывших участников команды Team EnVyUs. Спортивный веб-сайт FanSided отметил, что команда Gambit Esports хорошо себя показала во время cs_summit в этом же месяце.
Immortals, возглавляемая Линкольном «fnx» Лау, одержала победу над Heroic в полуфинале, выиграв 10 раундов подряд в первой половине второй игры. В начале третьей игры команды по очереди одерживали победу, однако в итоге Immortals победили со счётом 16:13 и прошли в финал. Второй матч турнира, прошедший между командами Gambit и G2, потребовал три овертайма в первой игре, закончившихся победой G2 со счётом 25:22. Во второй игре турнира G2 лидировали со счётом 10:3, после чего Gambit, однако, смогли победить со счётом 16:12. В третьей игре Gambit пришли к победе со счётом 16:14.
Immortals и Gambit встретились в финале, первая игра прошла на карте Train. Immortals начали игру со счётом 3:0, однако в конечном итоге проиграли её со счётом 16:12, проиграв пять раундов подряд. Вторая игра, прошедшая на Inferno, началась с лидирования Gambit со сётом 9:1. Затем счёт достиг 14:7, после чего Immortals удалось снизить отрыв победой в пяти раундах подряд; однако победу всё равно одержал Gambit со счётом 16:12. К концу игры два игрока Gambit — Dosia и Mou — имели по 46 убийств, а четыре из пяти членов команды нанесли более 74 урона за раунд (ADR), в то время как только двум игрокам Immortals удалось превысить 70 ADR.
Участники жаловались на шум во время соревнования. Все игроки должны были использовать наушники Astro во время игры, однако они недостаточно хорошо глушили внешний шум. Shox, игрок G2, в своём интервью обратил внимание на эту проблему.

### StarCraft II
80 игроков выступили на турнире DreamHack Austin по StarCraft II, соревнуясь за право выступить на StarCraft II World Championship Series. Победителем турнира стал Алекс «Neeb» Сандерхафт, одержавший в финале победу над Артуром «Nerchio» Блохом со счётом 4:2. Neeb являлся фаворитом до начала турнира, однако столкнулся с трудностями ещё на групповом этапе, заняв второе место в группе. Nerchio прошёл групповой этап гораздо легче и дошёл до финала, проиграв всего три игры. Первую игру Neeb играл слишком жадно, оставив своё ядро материнского корабля незащищённым, что позволило Nerchio одержать победу в первом матче. Оставшиеся игры сета развивались в медленном темпе; Neeb обеспечивал себе полный контроль над картой и диктовал условия проходящих сражений.

### Street Fighter V
Турниры по играм-файтингам на DreamHack Austin 2017 были организованы Алексом Джебейли. Турнир по Street Fighter V, проведённый на DreamHack Austin, был четвёртым премьерным турниром в рамках 2016 Capcom Pro Tour. Это добавило в призовой фонд турнира 15 000 долларов США, а также позволило победителю турнира участвовать в Capcom Cup 2016. Победителем турнира стал Виктор «Punk» Вудли, несмотря на то, что он был вытеснен в нижнюю сетку по ходу соревнования. В отличие от его поведения на NorCal Regionals 2017, Punk потратил значительно меньше времени на провокации оппонентов; Kotaku описала его действия как «значительно более вежливые». В финале Punk столкнулся с победителем Final Round 20 Хэ «Xian» Куньсянем и быстро одержал победу, держась вне зоны досегаемости Xian и постоянно наказывая его за ошибки.
Множество профессиональных игроков в Street Fighter переключились на Ибуки на время турнира. Среди них были Yukadon, GO1 и Xian. Однако, будучи под впечатлением от успеха Punk, Xian вернулся к своему прежнему основному пероснажу, F.A.N.G., перед последним раундом. Хотя F.A.N.G. располагался значительно ниже в тир-листе, смена персонажа привела к намного более напряжённому последнему раунду.

### Super Smash Bros.
На турнире по Super Smash Bros. Melee, проведённом в рамках DreamHack Austin, участвовали лучшие игроки, такие как Hungrybox, Mew2King, MKLeo и ZeRo. Адам «Armada» Линдгрен решил пропустить турнир, поскольку его контроллер Nintendo GameCube пришёл в неисправность и он не смог найти замену к началу турнира. Mew2King провалился в нижнюю сетку, где выступал успешно, побеждая Leffen, Plup и Mang0, вплоть до финала нижней сетки, где проиграл ChuDat. В финале встретились ChuDat и Hungrybox. Первые несколько раундов, в которых ChuDat играл за Ice Climber, а Hungrybox — за Джиглипафа, ESPN описал как «представление высшего уровня». Однако в последнем раунде Hungrybox, который имел незначительный отрыв по очкам, стал тянуть время, используя способности Джиглипафа для избегания атак соперника. ChuDat пожертвовал жизнь для того, чтобы вернуть персонажа к полной боеспособности, однако по-прежнему не мог существенно ранить оппонента. В дальнейшем, после объявления победителя, ChuDat отказался пожимать руку Hungrybox.